# Immunogenność
Immunogenność – zdolność substancji do wywołania przeciwko sobie swoistej odpowiedzi odpornościowej.
Jeśli dany antygen silnie aktywuje układ odpornościowy, mówimy, że jest silnie immunogenny, w przypadku słabego działania określamy go jako słabo immunogenny. Niektóre antygeny w ogóle mogą nie wywoływać odpowiedzi odpornościowej - określamy je jako nieimmunogenne.
Immunogenność danego antygenu zależy od wielu czynników, związanych z właściwościami danego antygenu lub stanem układu odpornościowego. Największy wpływ na immunogenność mają:
- dawka antygenu - stosowanie odpowiednich dawek u osób chorujących na choroby alergiczne (tzw. szczepionka przeciwalergiczna) doprowadza do silnego zmniejszenia reaktywności układu odpornościowego względem danego alergenu
- miejsce podania antygenu - niektóre antygeny podane doustnie są tolerowane przez układ odpornościowy, podczas gdy podanie dożylne powoduje gwałtowną jego reakcję
- czas podania antygenu - w zależności od dojrzałości układu odpornościowego może dojść do powstania tolerancji na dany antygen lub do jego zwalczenia
- masa cząsteczkowa antygenu - istnieje tutaj zależność od charakteru chemicznego, gdyż np. białka wielkocząsteczkowe są bardziej immunogenne niż małocząsteczkowe, jednak wśród cukrów taka zależność już nie zachodzi
- ładunek elektryczny antygenu - bardziej immunogenne są substancje o mniejszym ładunku elektrycznym

Należy podkreślić, że na immunogenność wpływają także inne czynniki, które w przypadku jednych antygenów mogą mieć duże znaczenie, zaś w przypadku innych - znikome. Immunogenność zależy także od czynników genetycznych, dlatego substancja silnie immunogenna u jednego osobnika może być nieimmunogenna u innego. Jeszcze większe różnice można zaobserwować między gatunkami (zobacz: antygen heterofilny).